# Jan Ekels de Jonge
Jan Ekels de Jonge (ook genoemd: Jan Ekels II) (Amsterdam, 28 juni 1759 - aldaar, 4 juni 1793) was een Nederlands kunstschilder.
Johannes Hermannus Ekels werd in de katholieke schuilkerk 't Boompje gedoopt als zoon van Jan Ekels de Oude en Sibilla Angenent. Hij kreeg les van zijn vader, en bezocht de Amsterdamse Tekenacademie. Van 1776 tot 1778 studeerde hij in Parijs, waar hij kennismaakte met het classicisme. In 1781 won hij de eerste prijs van de Amsterdamse Tekenacademie en als geschenk kreeg hij een medaille en het Groot-Schilderboek van Gerard de Lairesse. In 1783 trok hij met een tweetal vrienden langs de Rijn om in Duitsland musea te bezoeken. In datzelfde jaar werd hij toegelaten tot het genootschap Felix Meritis op Keizersgracht. In 1790 woonde hij op de Achtergracht. Na de dood van zijn ouders erfde hij een klein fortuin en beoefende de kunst op z'n gemak.
Er zijn ongeveer 50 schilderijen en vele tekeningen van hem bekend. In zijn genrestukken werd hij beïnvloed door 17e-eeuwse genreschilders als Johannes Vermeer, Gabriel Metsu en Pieter de Hooch. Ook schilderde hij het enig bekende portret van Egbert van Drielst, een behangschilder. De kunstenaar stierf op 33-jarige leeftijd als gevolg van een beroerte. Hij werd begraven in de Nieuwezijds Kapel vanuit een chic logement in de Nieuwe Doelenstraat.

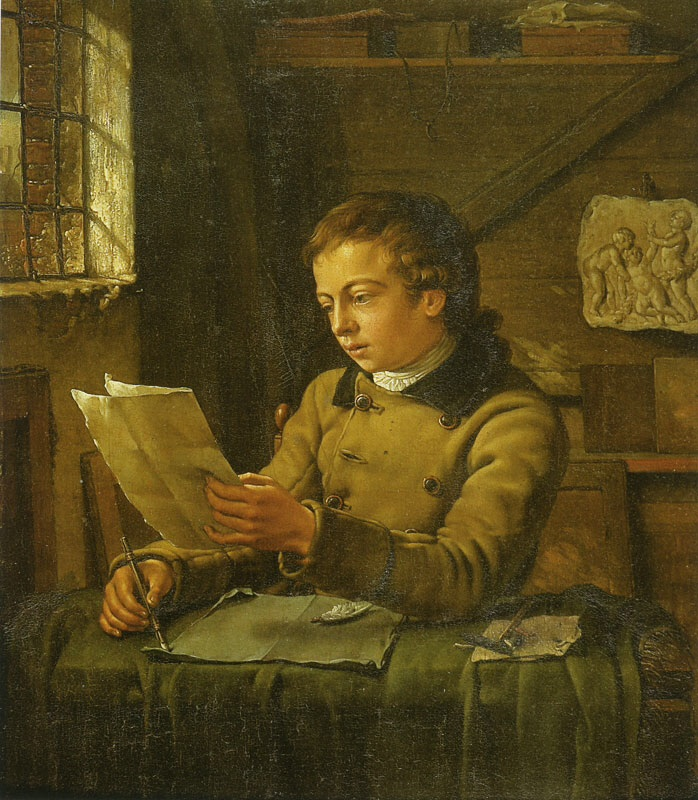
Een schrijver in zijn studio
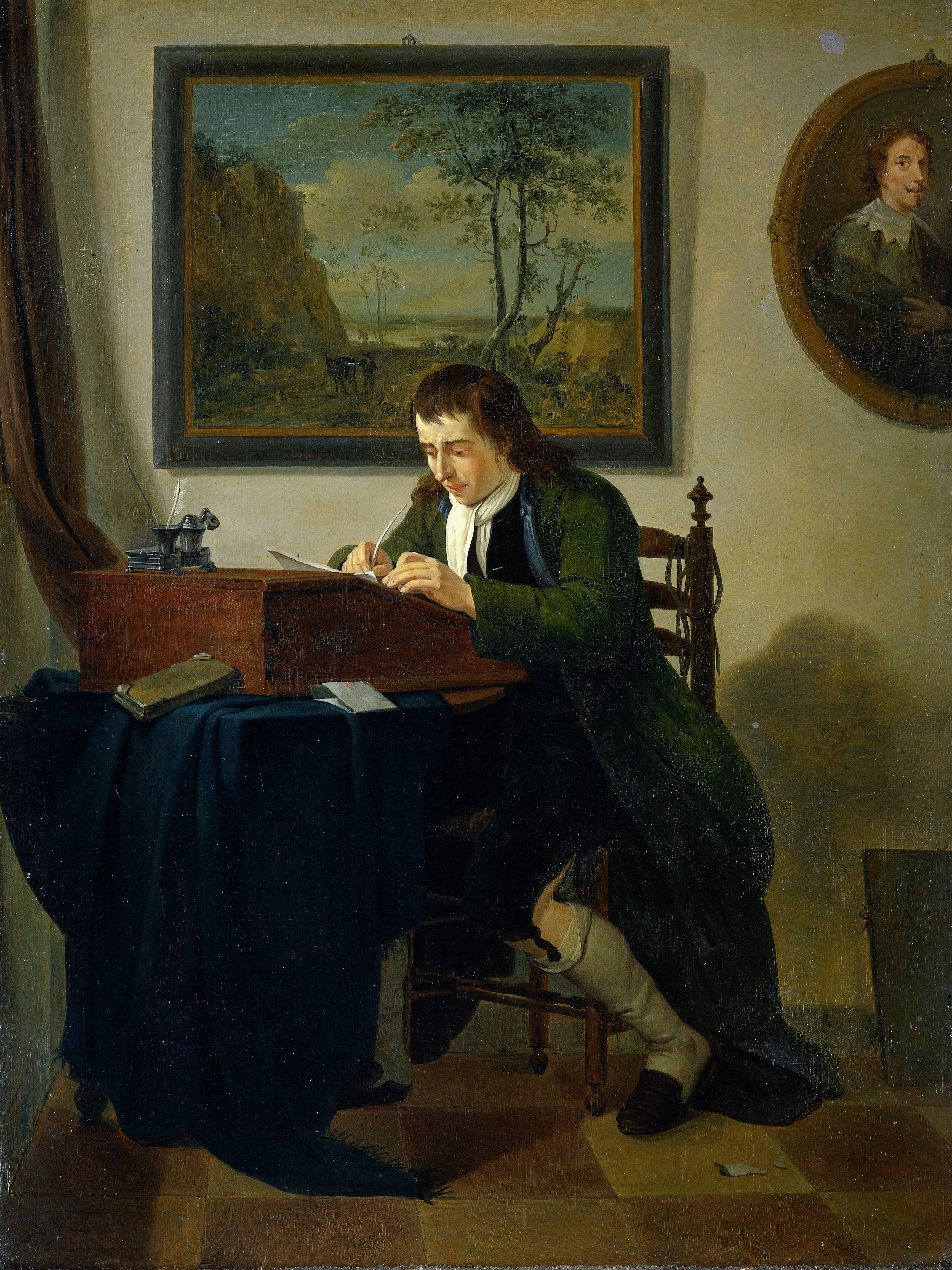
Interieur met een man schrijvend aan een lessenaar op een tafel (1784)
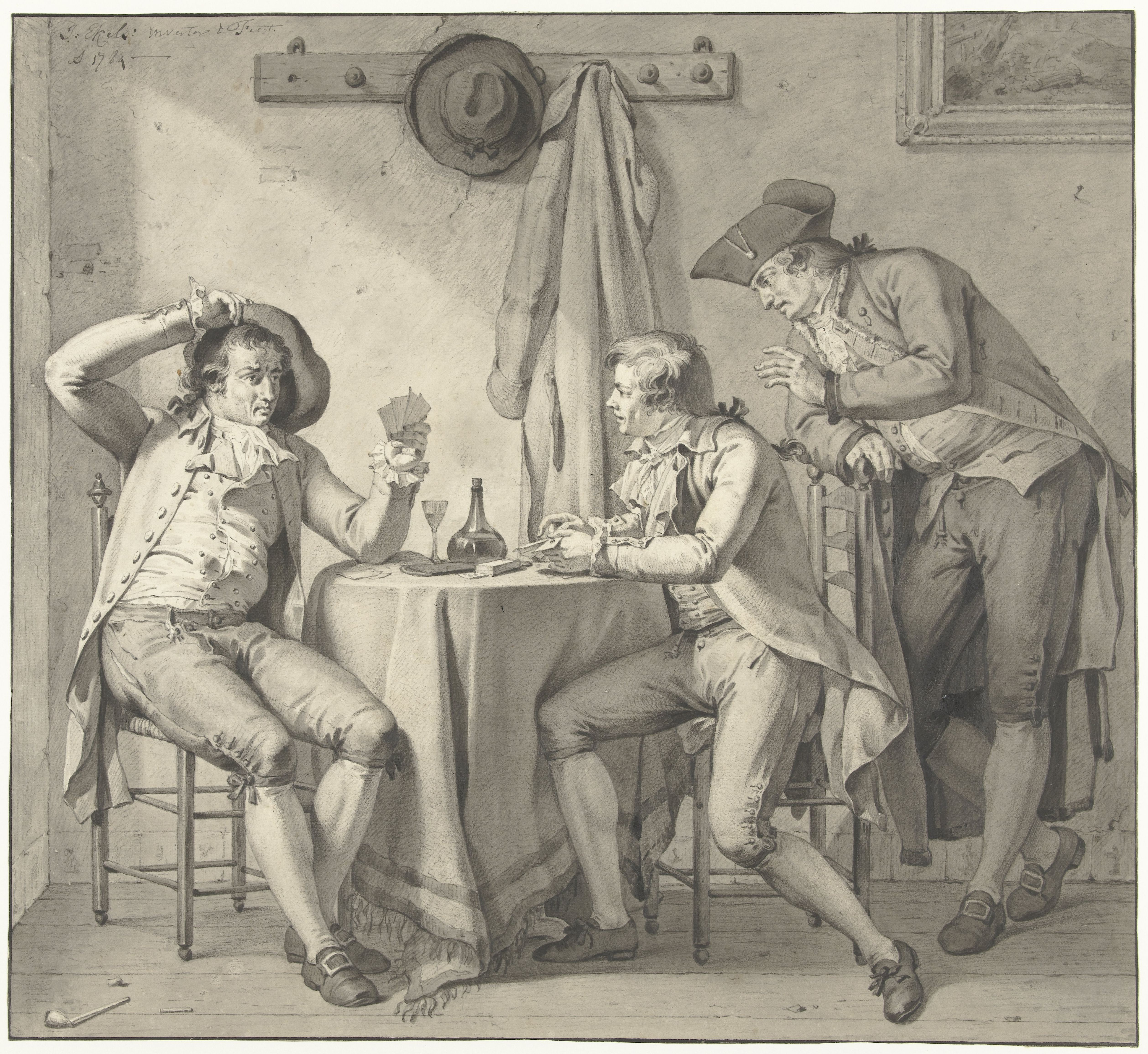
Kaartspelers in een herberg (1784)
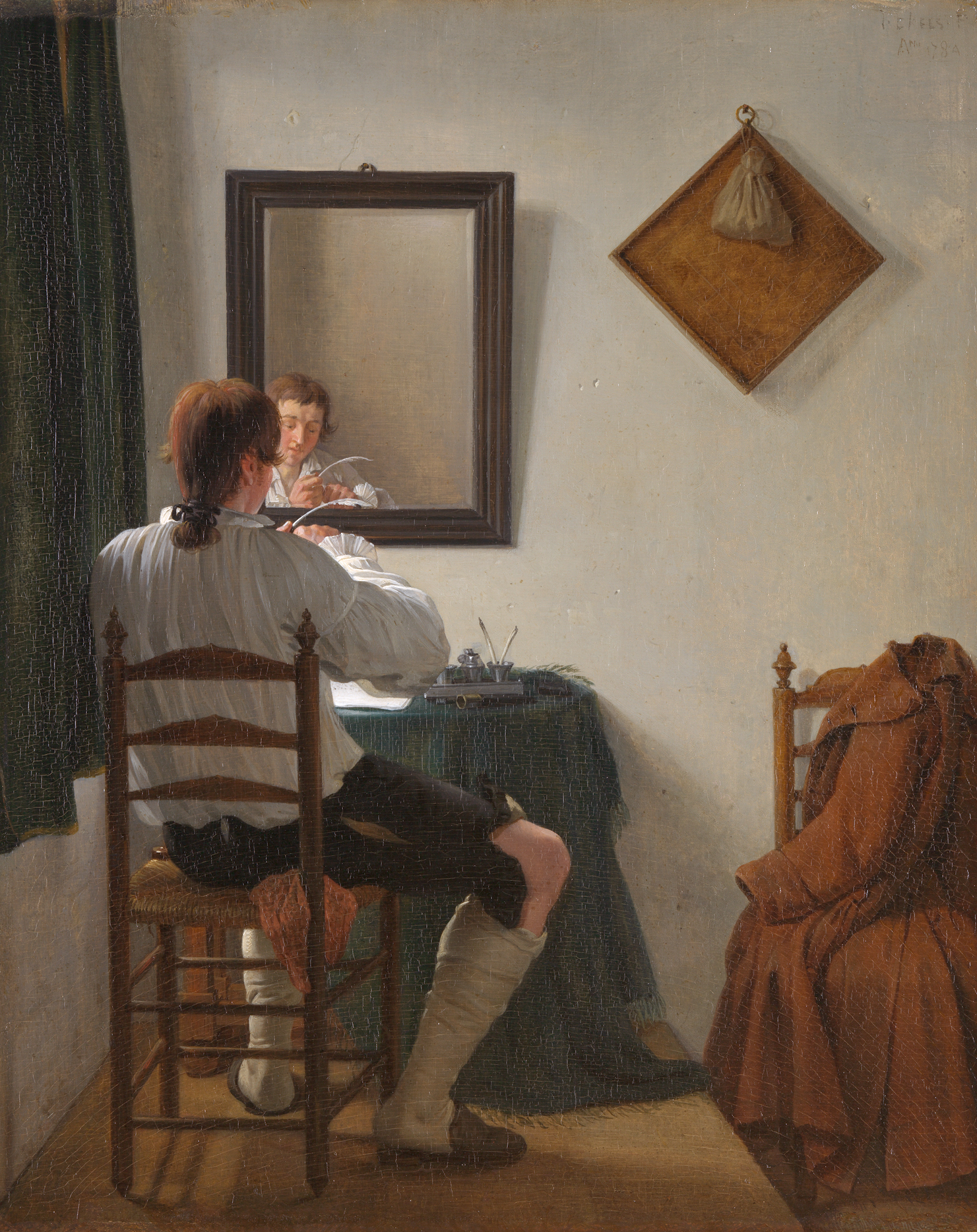
Een schrijver die zijn pen versnijdt, 1784
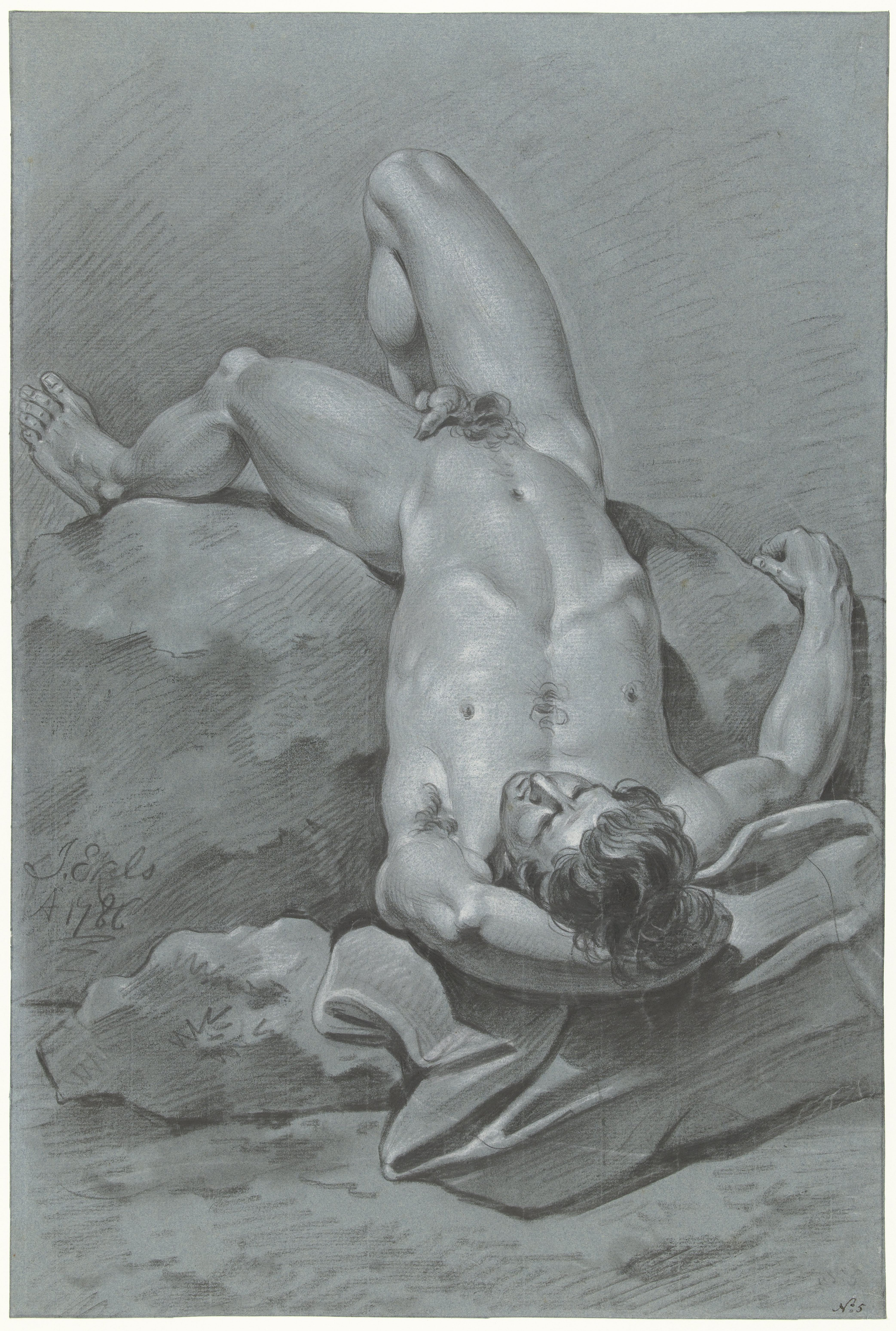
Studie van mannelijk naakt, achterover liggend op de rug (1786)
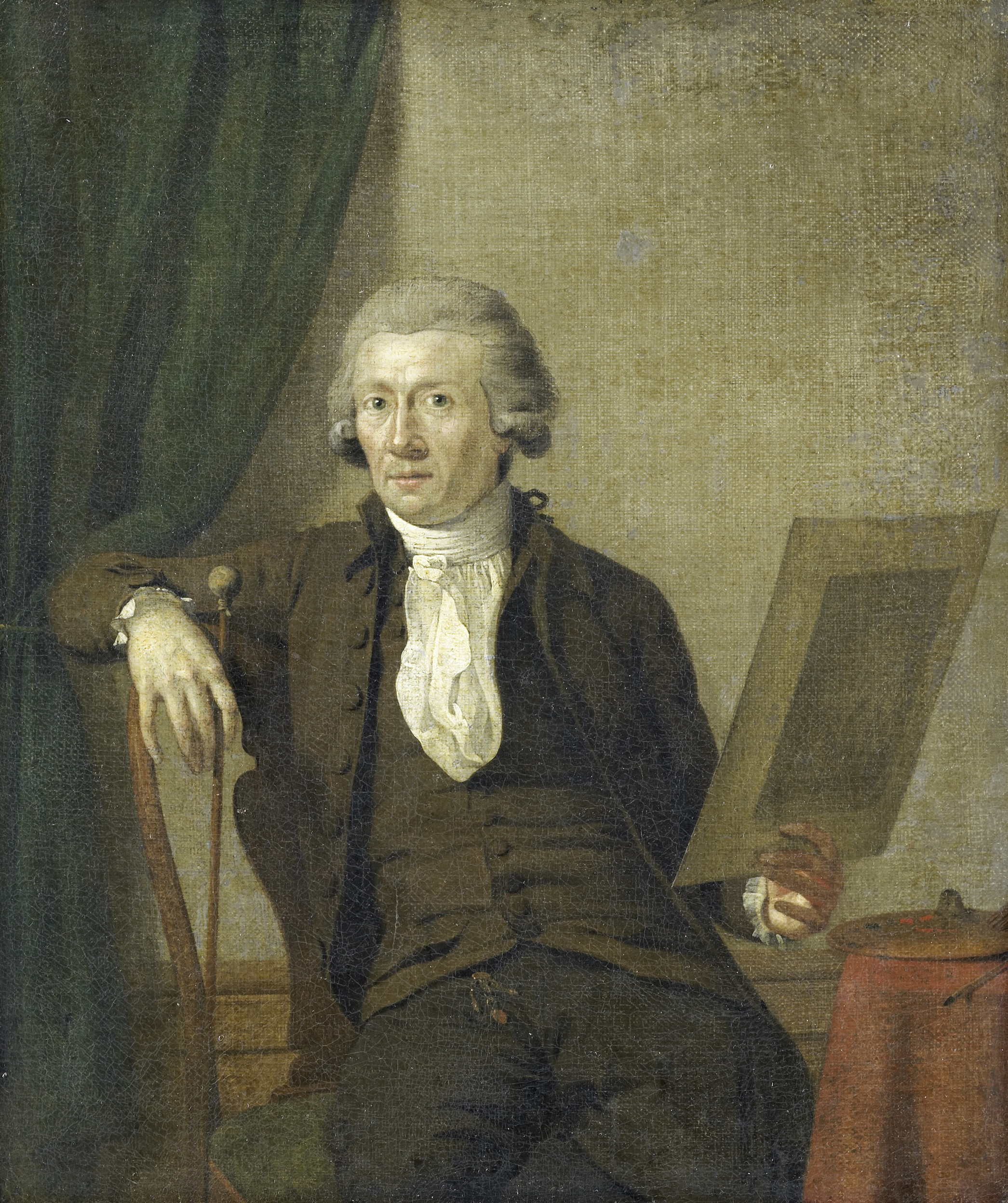
Portret van de schilder Egbert van Drielst